# Ermita de Nuestra Señora del Canto

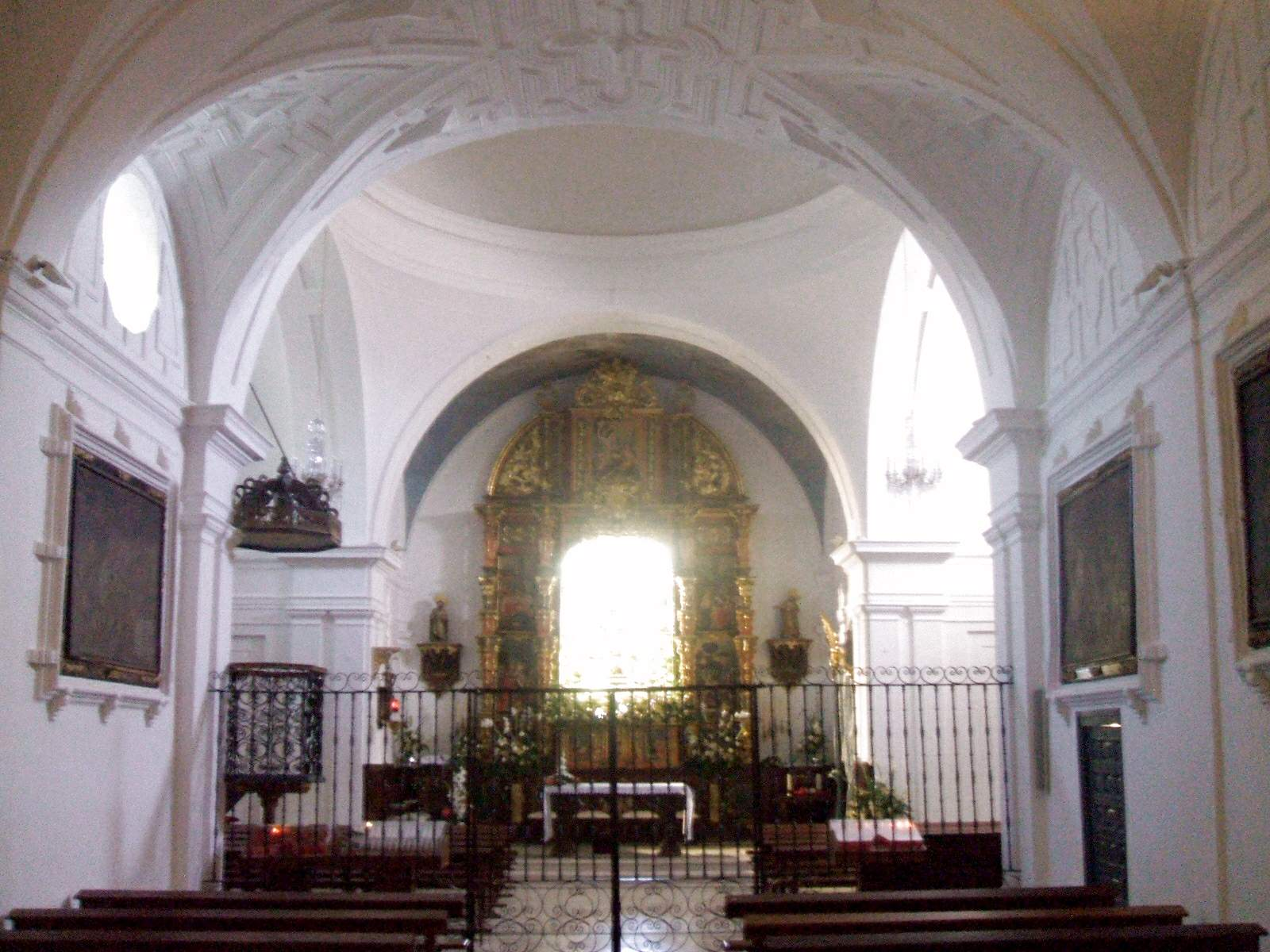
Interior de la ermita de la Virgen del Canto.

La Ermita de Nuestra Señora del Canto es un templo religioso ubicado en la ciudad de Toro (Zamora). Reside en su interior la imagen de la Virgen del Canto que se trata de una escultura del siglo XII (denominada también “La Dueña”) y es la patrona de la ciudad. Durante la fiesta de la Patrona que se celebra el 8 de septiembre, día de la Natividad de la Virgen del Canto, los fieles de Toro y su alfoz acuden a ella para realizar ofrenda floral, celebrar eucaristía y cantar "la Salve" a su patrona. 

## Descripción
La ermita es un edificio que poee una planta de cruz latina, con tramo central muy alargado. Posee una cúpula de media naranja en su crucero. Este crucero se llegó a reedificar tras la Guerra de la Independencia española. La portada septentrional de la ermita es de estilo barroco, pero discreto y sobrio. El retablo de su interior es de estilo barroco, elaborado del primer tercio del siglo XVIII. 